# Nationaal park Bontebok
Het Nationaal Park Bontebok is een in Zuid-Afrika in 1931 gesticht Nationaal Park, met als toenmalig doel om de 30 laatst overgebleven bontebokken in Zuid-Afrika voor uitsterven te behoeden. Het park zat aanvankelijk in de buurt van Bredasdorp, maar is later meer richting Swellendam verplaatst.
Vandaag de dag zitten er zo'n 200 bontebokken in het 3.500 hectare grote park. Andere grote zoogdieren in het park zijn onder andere de Kaapse bergzebra, de grijsbok en het hartenbeest. Het park grenst aan de Breederivier.
Het is het kleinste Nationale Park van het land, maar het behoort wel tot het florarijk Capensis het kleinste van de zes florarijken die onze planeet rijk is. Er komen daarom erg veel bijzondere plantensoorten voor en er staat vrijwel altijd wel iets in bloei.
Onder de vogels die men er aan kan treffen is de spoorwiekgans, de zwarte trap, de malachietijsvogel, de kleine kraaghoningzuiger, de groenrugastrild en de watergriel

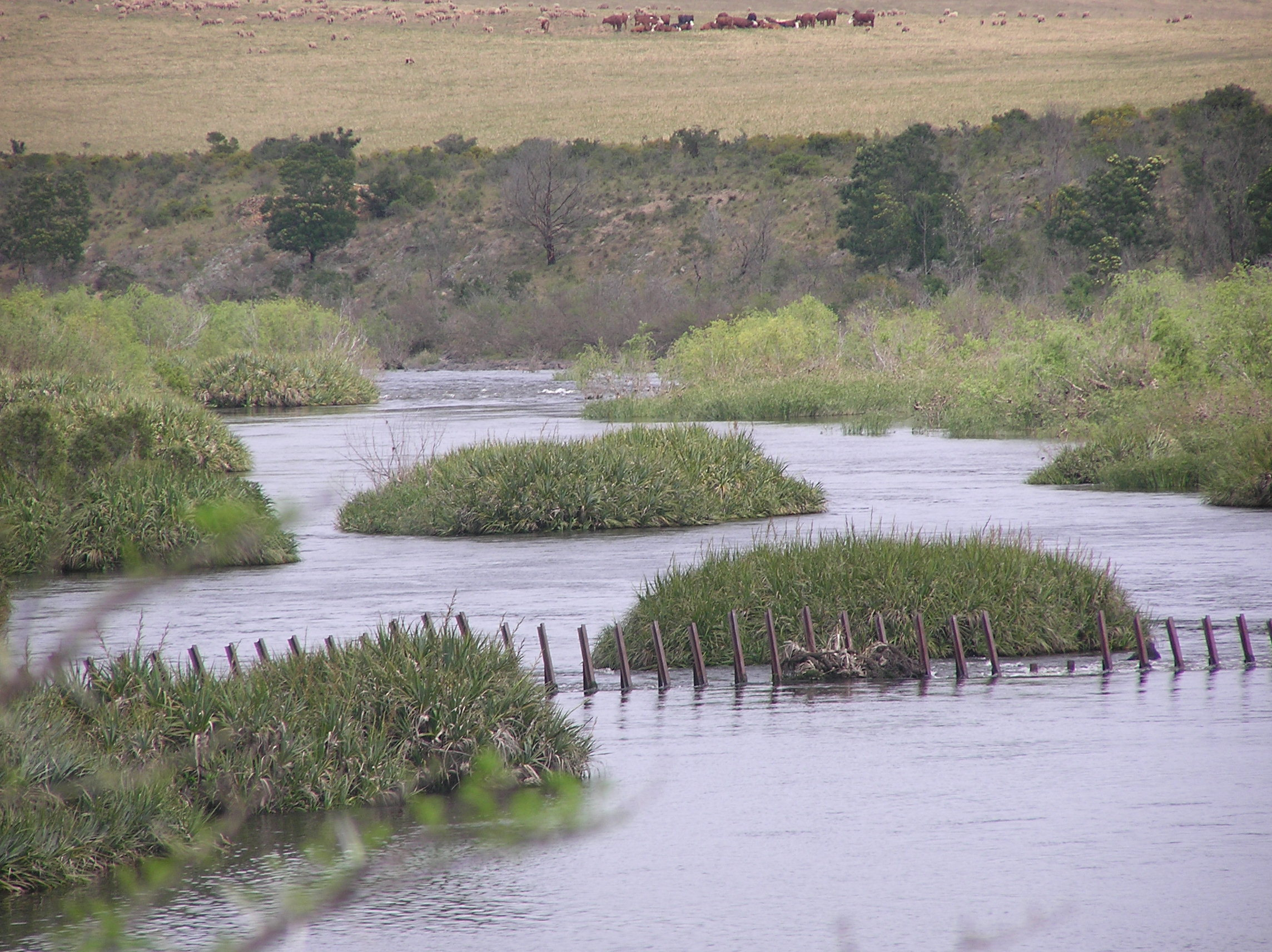
Breederivier meanderend door Bontebok Nationaal Park.
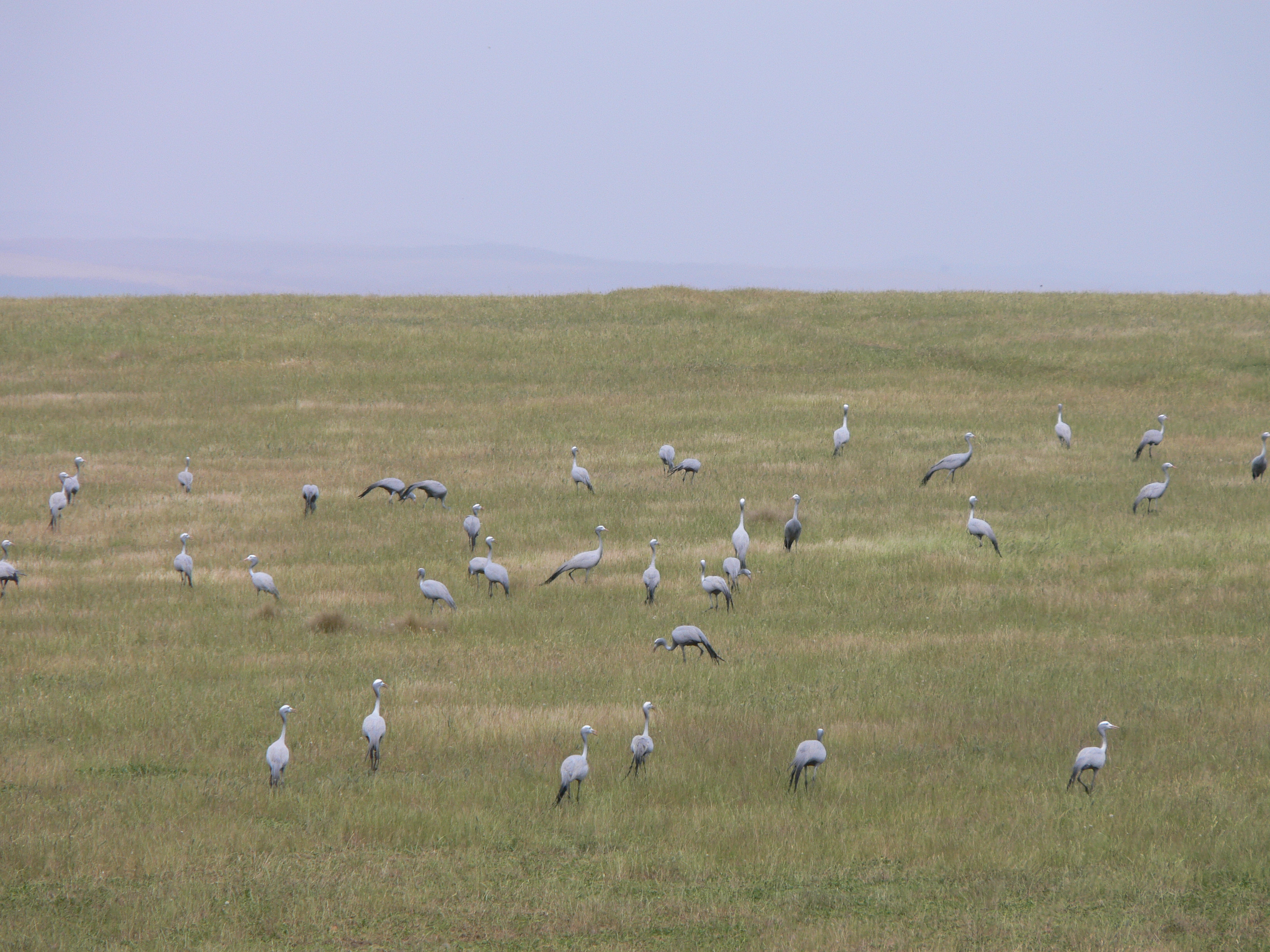
Paradijskraanvogel (Anthropoides paradisea) in het Nationaal Park.
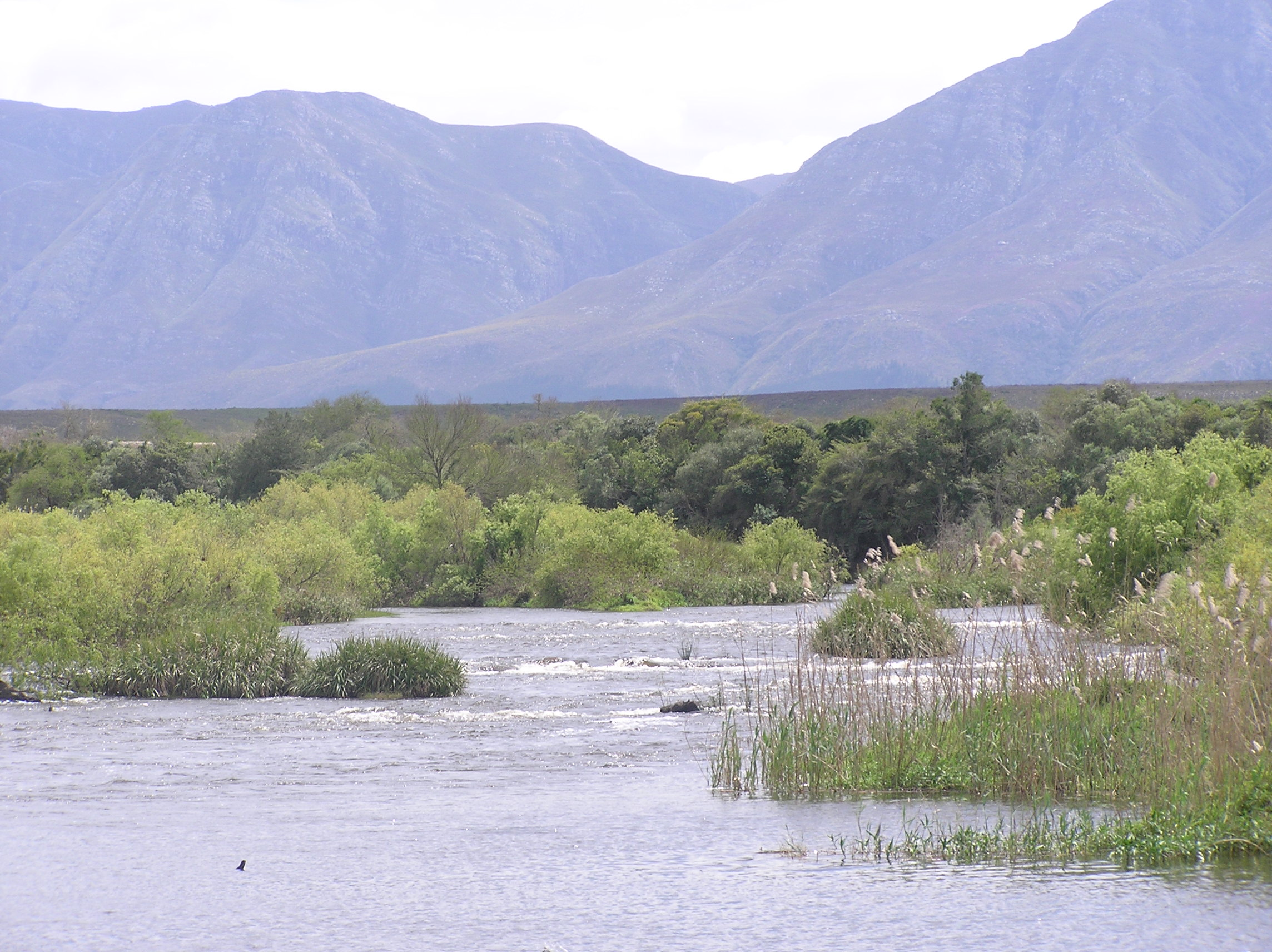
Breederivier en Langebergen.